# 韦尼雪
韦尼雪（法語：Vénissieux，發音：[venisjø] ⓘ），法国东南部城市，奥弗涅-罗讷-阿尔卑斯大区的一个市镇，原属于罗讷省，自2015年起成为里昂大都会的一部分，隶属于里昂区，其市镇面积为15.33平方公里，2022年1月1日时人口数量为66,701人，是里昂大都会内除里昂外人口第二多的市镇，仅次于维勒班，在法国市镇中排名第79位。
韦尼雪位于里昂市区东南部，自20世纪初开始发展，现为里昂近郊的一个卫星城，通过地铁及有轨电车连接里昂市区。

## 地名来源
“韦尼雪”一名最初于公元7世纪以“Villa Véniciès”的形式记载于里昂主教的手记中，该名称的来源尚存在争议，当地民间历史研究协会认为该名称来源于古罗马神话人物“Véniciès”，但其生平不详；亦有学者认为“Véniciès”与拉丁语单词“vinum”有关，后者意为“葡萄酒”，韦尼雪所处区域为罗讷河谷产区，在1659年的一次统计中，韦尼雪市镇范围内共有277处葡萄酒种植园。
因翻译标准不同，“Vénissieux”在部分汉语文献中被译为维尼西厄。

## 历史

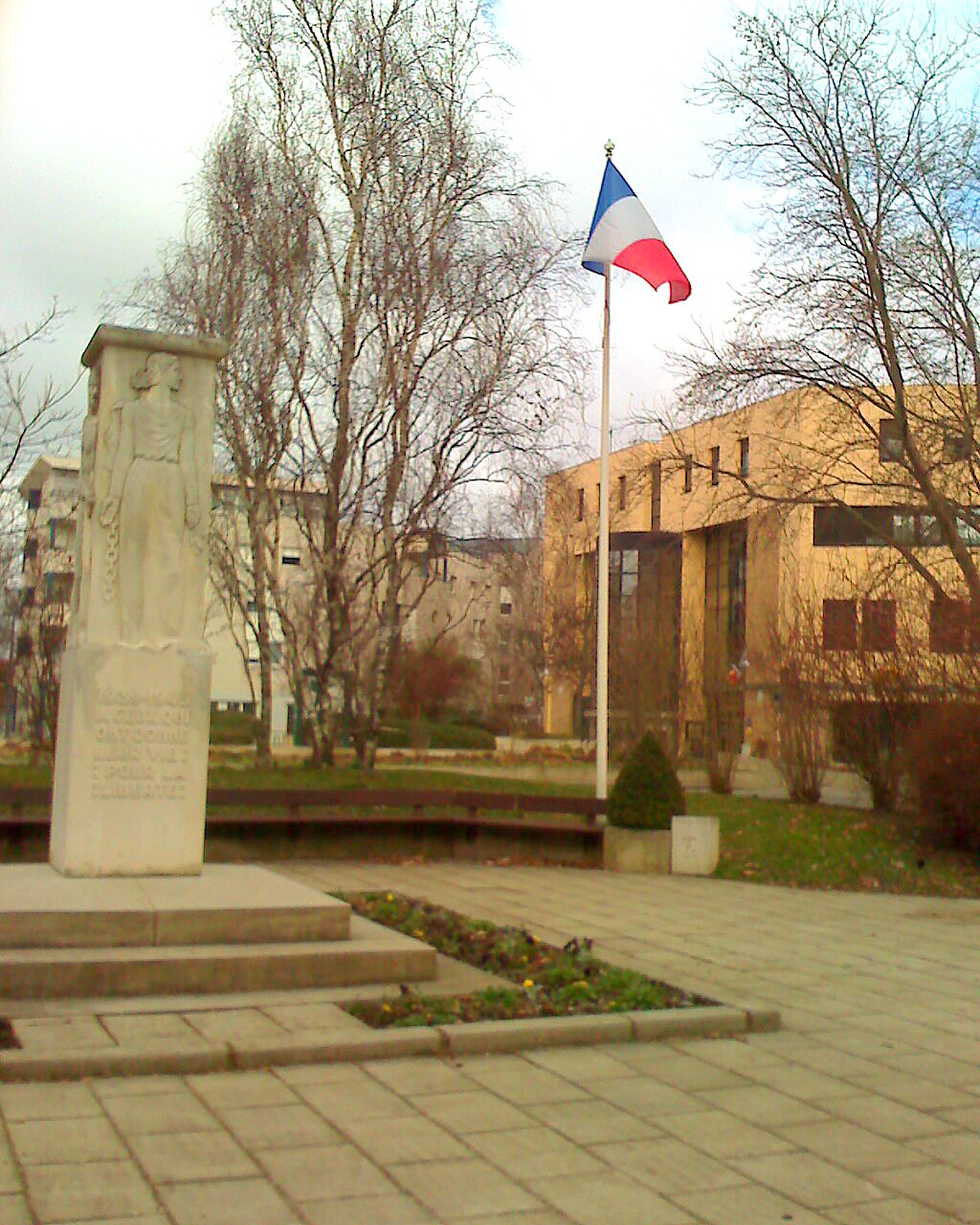
韦尼雪的战争烈士纪念碑

韦尼雪的早期建城历史尚不清楚，当地市中心曾发现晚青铜时代的人类活动遗迹。中世纪时，韦尼雪长期为罗讷河左岸的一处普通农业村落，原属萨瓦伯爵，后于1355年划归多菲内，成为法兰西王国的领土。法国大革命后，韦尼雪成为伊泽尔省的一个市镇，1852年改划至罗讷省。工业革命期间，途径韦尼雪的里昂－马赛铁路建成运营，另有传统有轨电车（4号线）连接里昂市区。19世纪末，随着里昂的城市扩张，韦尼雪境内出现了多处工厂、学校和住宅区，人口数量快速增加。里昂市政府曾多次提议合并里昂和韦尼雪，但遭到了韦尼雪地方官员的反对。1888年，韦尼雪的圣丰街区成为一个独立的市镇。1918年10月15日，韦尼雪境内的一处军工厂发生特大火灾，造成韦尼雪市区多处街道及建筑被烧毁。第二次世界大战期间，纳粹德军占领了韦尼雪，并在此修建了集中营。在1944年的龙骑兵行动中，韦尼雪遭到猛烈轰炸，最终于同年9月2日解放。二战后，韦尼雪被规划为都市区，其境内的曼盖特街区被设立为城市优先发展区（ZUP），其境内建成了大批集中式居民区，人口数量快速增加。1981年7月，因不满种族歧视，以曼盖特为代表的多个里昂近郊街区发生大规模暴力示威活动，当地数百辆汽车被烧毁。1992年，里昂地铁D线延伸至韦尼雪境内。2009年4月20日，纵贯韦尼雪镇中心及曼盖特街区的里昂有轨电车T4线建成运营。2015年，韦尼雪被划入带有省级行政功能的里昂大都会内。

## 地理

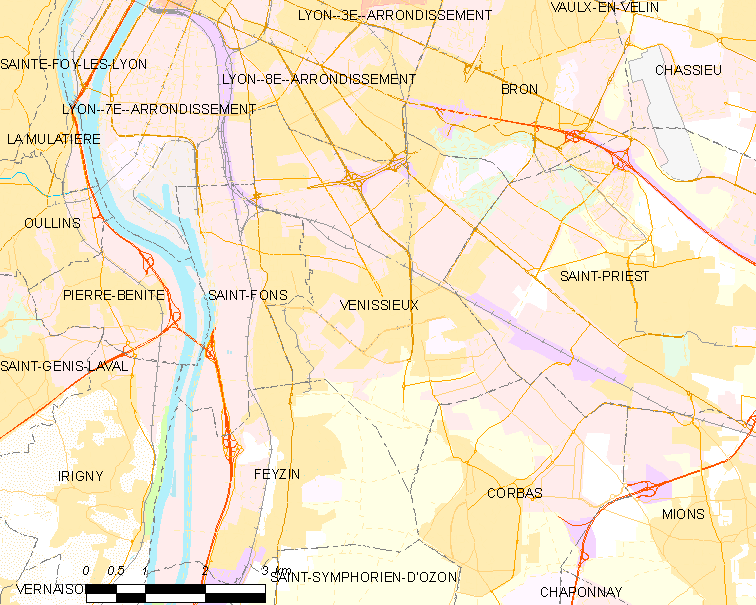
韦尼雪市镇范围地图

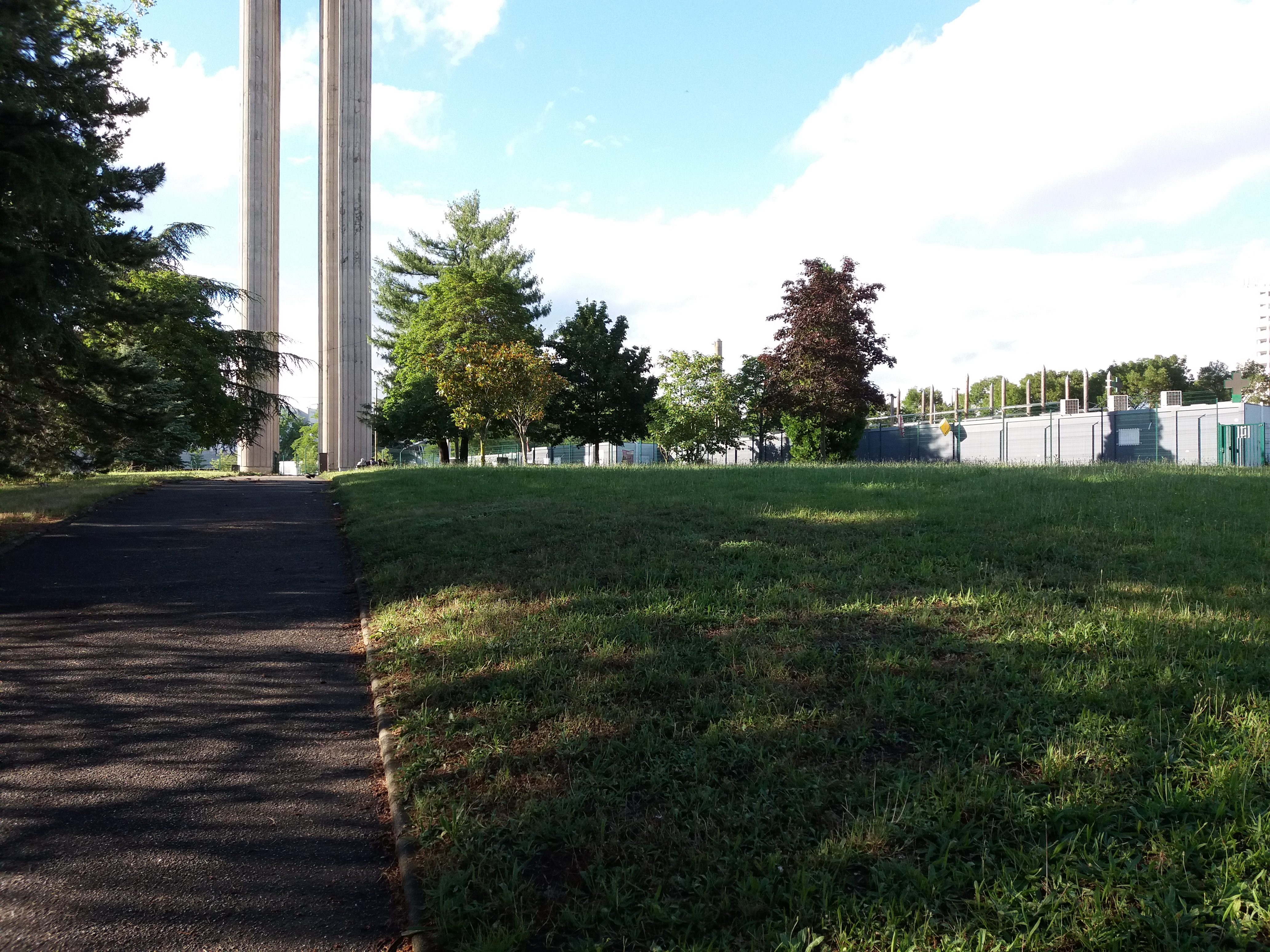
韦尼雪的一处绿地

韦尼雪位于法国东南部，奥弗涅-罗讷-阿尔卑斯大区中部和罗讷省南部，距离省会里昂大约7公里。与韦尼雪接壤的市镇包括：布龙、里昂、圣丰、科尔巴、费赞、聖普列斯特。

### 地形
韦尼雪位于罗讷河冲积形成的一处平原上，市镇中心地势较为平坦，东南部略有起伏，全境海拔在171到229米之间。

### 水文
韦尼雪位于罗讷河流域内，其境内无大型天然地表径流。

### 植被
韦尼雪属于温带阔叶混交林区，市区内的主要绿地公园包括路易·迪皮克公园（Parc Louis-Dupic）、莱曼盖特公园（Parc des Minguettes）等，均常年免费向公众开放。
在鲜花城市的评比中，韦尼雪被评为4星级（最高级）鲜花城市。

### 气候
韦尼雪在柯本气候分类法中属于带有地中海特征的温带海洋性气候。
距离韦尼雪最近的常年气象站位于布龙境内，以下为该气象站的数据：
| 布龙气象站1981年－2019年 | 布龙气象站1981年－2019年 | 布龙气象站1981年－2019年 | 布龙气象站1981年－2019年 | 布龙气象站1981年－2019年 | 布龙气象站1981年－2019年 | 布龙气象站1981年－2019年 | 布龙气象站1981年－2019年 | 布龙气象站1981年－2019年 | 布龙气象站1981年－2019年 | 布龙气象站1981年－2019年 | 布龙气象站1981年－2019年 | 布龙气象站1981年－2019年 | 布龙气象站1981年－2019年 |
| 月份                     | 1月                      | 2月                      | 3月                      | 4月                      | 5月                      | 6月                      | 7月                      | 8月                      | 9月                      | 10月                     | 11月                     | 12月                     | 全年                     |
| ------------------------ | ------------------------ | ------------------------ | ------------------------ | ------------------------ | ------------------------ | ------------------------ | ------------------------ | ------------------------ | ------------------------ | ------------------------ | ------------------------ | ------------------------ | ------------------------ |
| 历史最高温 °C（°F）      | 19.1 (66.4)              | 21.9 (71.4)              | 25.7 (78.3)              | 30.1 (86.2)              | 34.2 (93.6)              | 38.4 (101.1)             | 40.4 (104.7)             | 40.5 (104.9)             | 35.8 (96.4)              | 28.4 (83.1)              | 23 (73)                  | 20.2 (68.4)              | 40.5 (104.9)             |
| 平均高温 °C（°F）        | 6.4 (43.5)               | 8.4 (47.1)               | 13 (55)                  | 16.3 (61.3)              | 20.8 (69.4)              | 24.6 (76.3)              | 27.7 (81.9)              | 27.2 (81.0)              | 22.7 (72.9)              | 17.4 (63.3)              | 10.8 (51.4)              | 7.1 (44.8)               | 16.9 (62.4)              |
| 日均气温 °C（°F）        | 3.4 (38.1)               | 4.8 (40.6)               | 8.4 (47.1)               | 11.4 (52.5)              | 15.8 (60.4)              | 19.4 (66.9)              | 22.1 (71.8)              | 21.6 (70.9)              | 17.6 (63.7)              | 13.4 (56.1)              | 7.5 (45.5)               | 4.3 (39.7)               | 12.5 (54.5)              |
| 平均低温 °C（°F）        | 0.3 (32.5)               | 1.1 (34.0)               | 3.8 (38.8)               | 6.5 (43.7)               | 10.7 (51.3)              | 14.1 (57.4)              | 16.6 (61.9)              | 16 (61)                  | 12.5 (54.5)              | 9.3 (48.7)               | 4.3 (39.7)               | 1.6 (34.9)               | 8.1 (46.6)               |
| 历史最低温 °C（°F）      | −23 (−9)                 | −22.5 (−8.5)             | −10.5 (13.1)             | −4.4 (24.1)              | −3.8 (25.2)              | 2.3 (36.1)               | 6.1 (43.0)               | 4.6 (40.3)               | 0.2 (32.4)               | −4.5 (23.9)              | −9.4 (15.1)              | −24.6 (−12.3)            | −24.6 (−12.3)            |
| 平均降水量 mm（）        | 47.2 (1.86)              | 44.1 (1.74)              | 50.4 (1.98)              | 74.9 (2.95)              | 90.8 (3.57)              | 75.6 (2.98)              | 63.7 (2.51)              | 62 (2.4)                 | 87.5 (3.44)              | 98.6 (3.88)              | 81.9 (3.22)              | 55.2 (2.17)              | 831.9 (32.75)            |
| 月均日照時數             | 73.9                     | 101.2                    | 170.2                    | 190.5                    | 221.4                    | 254.3                    | 283                      | 252.7                    | 194.8                    | 129.6                    | 75.9                     | 54.5                     | 2,002                    |
| 来源：infoclimat.fr      |                          |                          |                          |                          |                          |                          |                          |                          |                          |                          |                          |                          |                          |

## 行政区划
韦尼雪是法国奥弗涅-罗讷-阿尔卑斯大区罗讷省的一个市镇，编号为69259。韦尼雪隶属于里昂区和罗讷省选区，同时也是里昂大都会的组成部分。
韦尼雪市镇被划为13个街区，实行街区自治制度。
法国国家统计与经济研究所（简称）在进行数据统计时，将韦尼雪及相邻的另外127个市镇设为里昂城市核心区（2020年改为124个），并将包括核心区在内的周边共499个市镇划为里昂城市区。自2020年起，里昂城市区被包含398个市镇的里昂城市辐射区代替。此外，还将韦尼雪市镇分为了24个“块区”（IRIS），以便于统计人口分布情况。

## 交通

### 公路
里昂环城公路南段经过韦尼雪市区北部，通过多处出入口连接市区。韦尼雪境内的大部分道路已完成城市化改造，配有照明、排水、人行道等设施。罗讷城际巴士111线和112线经过韦尼雪。
| 6 | 4 |

| 4b | 5 |

| 13 | 6 |

| 巴黎 | 471 |

| 格勒诺布尔 | 101 |

| 圣艾蒂安 | 58 |

| 里昂 | 9 |

| 里昂（帕尔迪厄） | 8 |

| 日沃尔 | 19 |

| 维埃纳 | 23 |

| 布龙 | 6 |

| 维勒班 | 9 |

2018年，66%的韦尼雪家庭拥有至少一辆私人汽车。2019年，韦尼雪境内共发生各类交通事故160起，造成11人遇难，189人受伤。

### 铁路

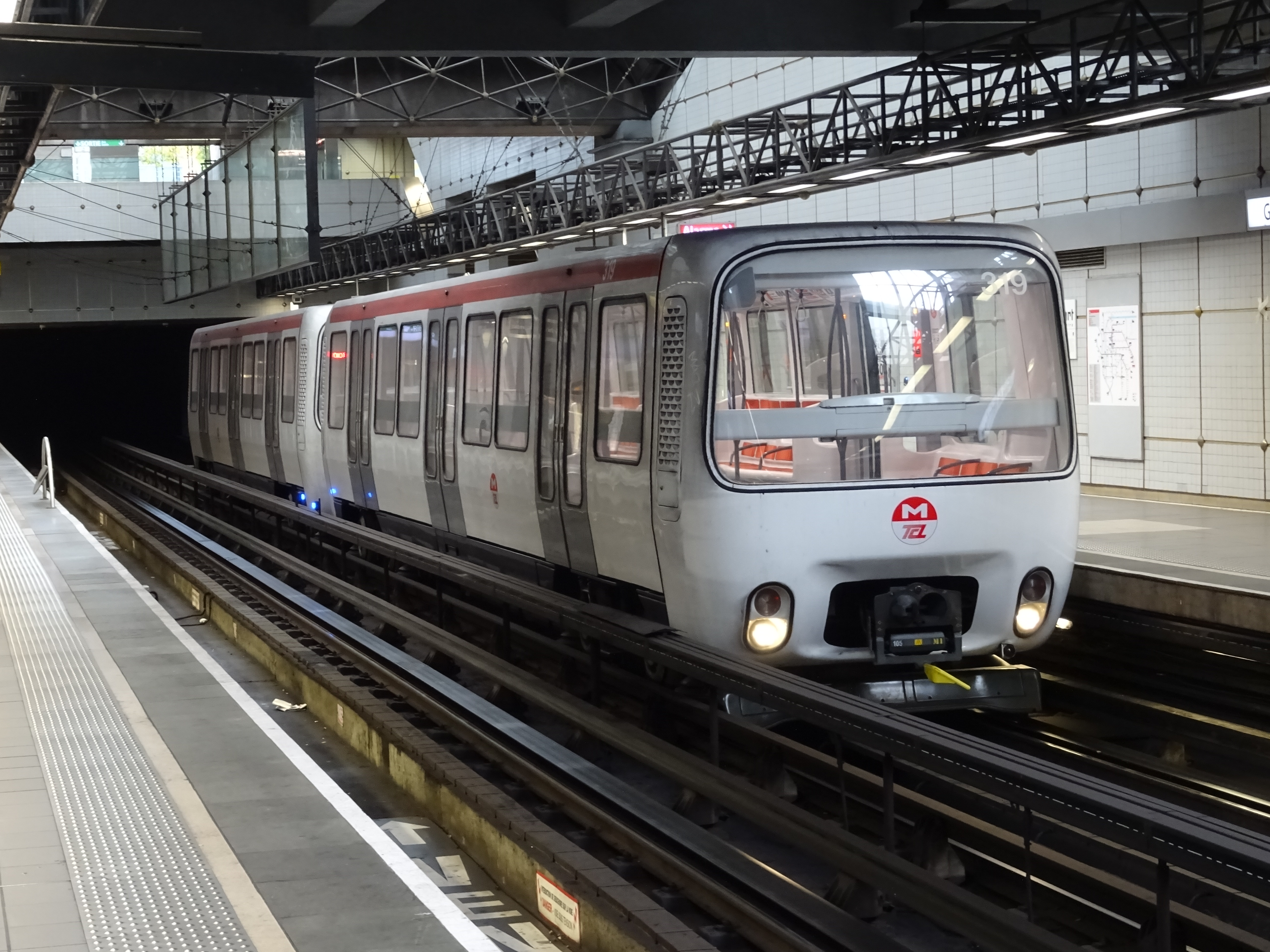
地铁韦尼雪火车站

里昂－马赛铁路自里昂市区出发向东南经过韦尼雪市区，韦尼雪站位于市区东部，停靠往返于里昂和圣安德烈勒加兹一线的区域列车。
距离韦尼雪最近的长途客运铁路车站为里昂帕尔迪厄站，该站位于里昂市区，是法国东部的重要铁路枢纽站，停靠前往多个方向的列车。

### 航空
距离韦尼雪最近的民用航空站为里昂圣埃克絮佩里机场，距离韦尼雪市中心的公路里程约23公里。

### 城市公共交通
韦尼雪是里昂城市公共交通（商业名称为）的服务范围，后者是里昂大都会的城市公共交通系统。截至2022年1月，该系统共包括数百条各类公共交通线路，其中里昂地铁D线，有轨电车T4线、T9线，大容量公交C12线、C16线、C25线，公交26路、35路、39路、54路、60路、62路、87路、93路，工业区专线1路经过了韦尼雪市区。

## 政治

### 市政内阁

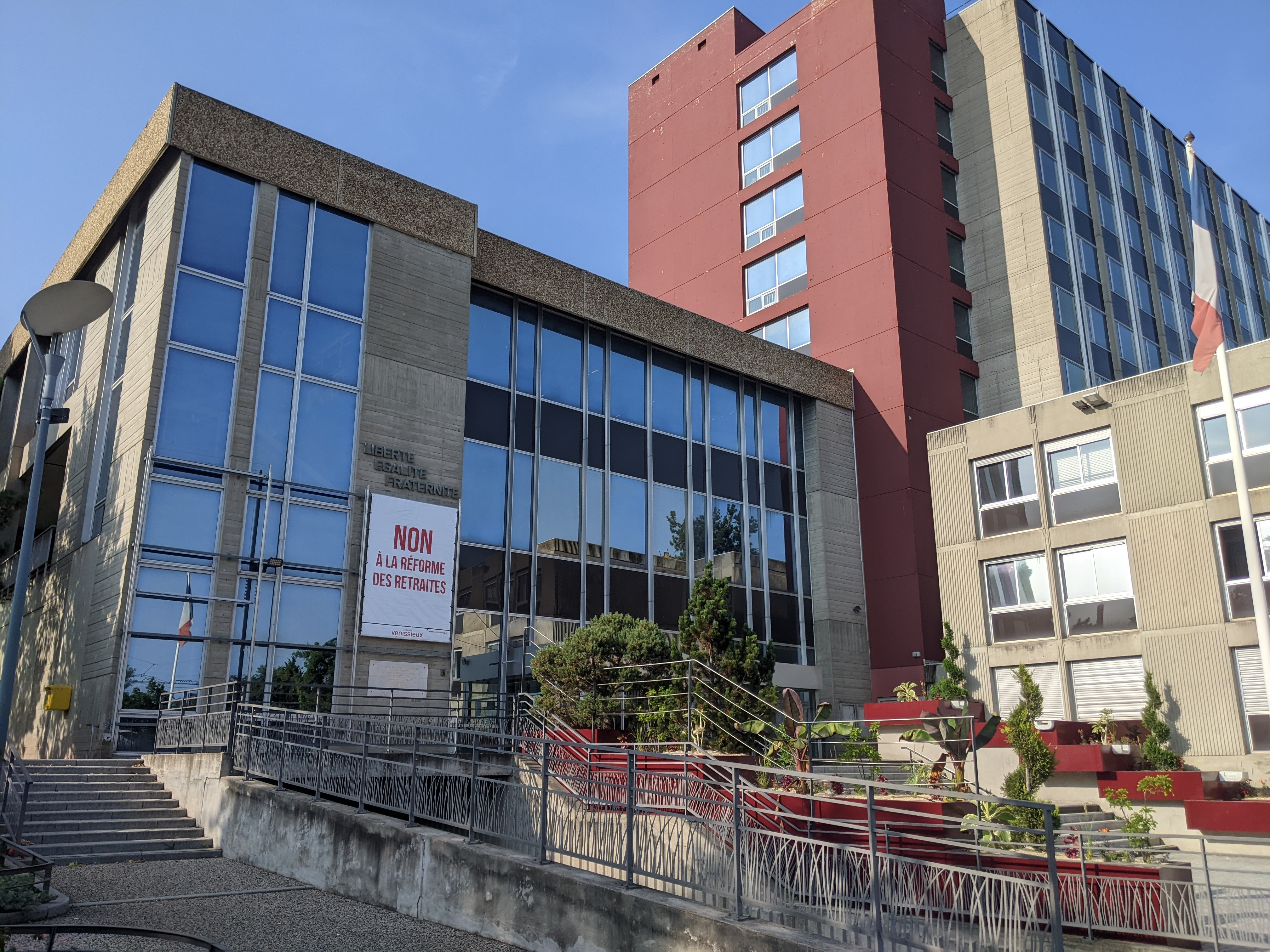
韦尼雪市政厅

韦尼雪的现任市长为米歇勒·皮卡尔女士（Michèle Picard），她是法国共产党的一名成员，在2020年的市政选举中获得了40.02%的支持率。
| 韦尼雪历届市长 | 韦尼雪历届市长               | 韦尼雪历届市长 |
| 任期           | 市长                         | 党派           |
| -------------- | ---------------------------- | -------------- |
| 1944年－1962年 | Louis Dupic 路易·迪皮克      | PCF法国共产党  |
| 1962年－1985年 | Marcel Houël 马塞尔·乌埃尔   | PCF法国共产党  |
| 1985年－2009年 | André Gérin 安德烈·热兰      | PCF法国共产党  |
| 2009年－       | Michèle Picard 米歇勒·皮卡尔 | PCF法国共产党  |

### 各级选举
| 韦尼雪历届投票选举结果   | 韦尼雪历届投票选举结果 | 韦尼雪历届投票选举结果 | 韦尼雪历届投票选举结果 | 韦尼雪历届投票选举结果 | 韦尼雪历届投票选举结果 | 韦尼雪历届投票选举结果 | 韦尼雪历届投票选举结果 | 韦尼雪历届投票选举结果 | 韦尼雪历届投票选举结果 |
| 选举项目                 | 选举范围               | 选区单位               | 选举结果               | 选举结果               | 选举结果               | 选举结果               | 选举结果               | 选举结果               | 参考资料               |
| 选举项目                 | 选举范围               | 选区单位               | 第一轮胜出者           | 第一轮胜出者           | 支持率                 | 第二轮胜出者           | 第二轮胜出者           | 支持率                 | 参考资料               |
| ------------------------ | ---------------------- | ---------------------- | ---------------------- | ---------------------- | ---------------------- | ---------------------- | ---------------------- | ---------------------- | ---------------------- |
| 2017年法國總統選舉       | 法國                   | 市镇                   |                        | 让-吕克·梅朗雄         | 35.73%                 |                        | 埃马纽埃尔·马克龙      | 74.23%                 | [ 38 ]                 |
| 2017年法国立法选举       | 罗讷省选区             | 市镇                   |                        | 伊夫·布兰              | 32.36%                 |                        | 伊夫·布兰              | 69.07%                 | [ 38 ]                 |
| 2019年欧洲议会选举       | 法國                   | 市镇                   |                        | 行使权力党             | 22.02%                 | （不适用）             | （不适用）             | （不适用）             | [ 38 ]                 |
| 2020年里昂大都会市政选举 | 里昂大都会             | J选区                  |                        | 米歇勒·皮卡尔          | 18.47%                 |                        | 米歇勒·皮卡尔          | 39.87%                 | [ 39 ]                 |
| 2020年里昂大都会市政选举 | 里昂大都会             | 市镇                   |                        | 米歇勒·皮卡尔          | 23.48%                 |                        | 米歇勒·皮卡尔          | 40.65%                 | [ 39 ]                 |
| 2021年法国大区选举       |                        | 市镇                   |                        | 洛朗·沃基耶            | 22.34%                 |                        | 法比安娜·格雷贝尔      | 46.49%                 | [ 40 ]                 |

## 人口
2018年，韦尼雪市镇人口数量为67,129，在法国排名第79位。其中男性32,178人，女性34,951人，75岁及以上人口占6.7%，外籍人口数量为15,926人，人口密度为4,379人/平方公里，当地居民被称为（男性）或（女性）。2019年，韦尼雪境内出生1,341人，死亡人口419人。
| 年份   | 1936   | 1946   | 1954   | 1962   | 1968   | 1975   | 1982   | 1990   | 1999   | 2006   | 2011   | 2016   | 2019   |
| ------ | ------ | ------ | ------ | ------ | ------ | ------ | ------ | ------ | ------ | ------ | ------ | ------ | ------ |
| 人口數 | 16,337 | 15,283 | 20,374 | 29,040 | 47,613 | 74,347 | 64,804 | 60,444 | 56,061 | 57,179 | 60,159 | 65,405 | 67,285 |

## 经济

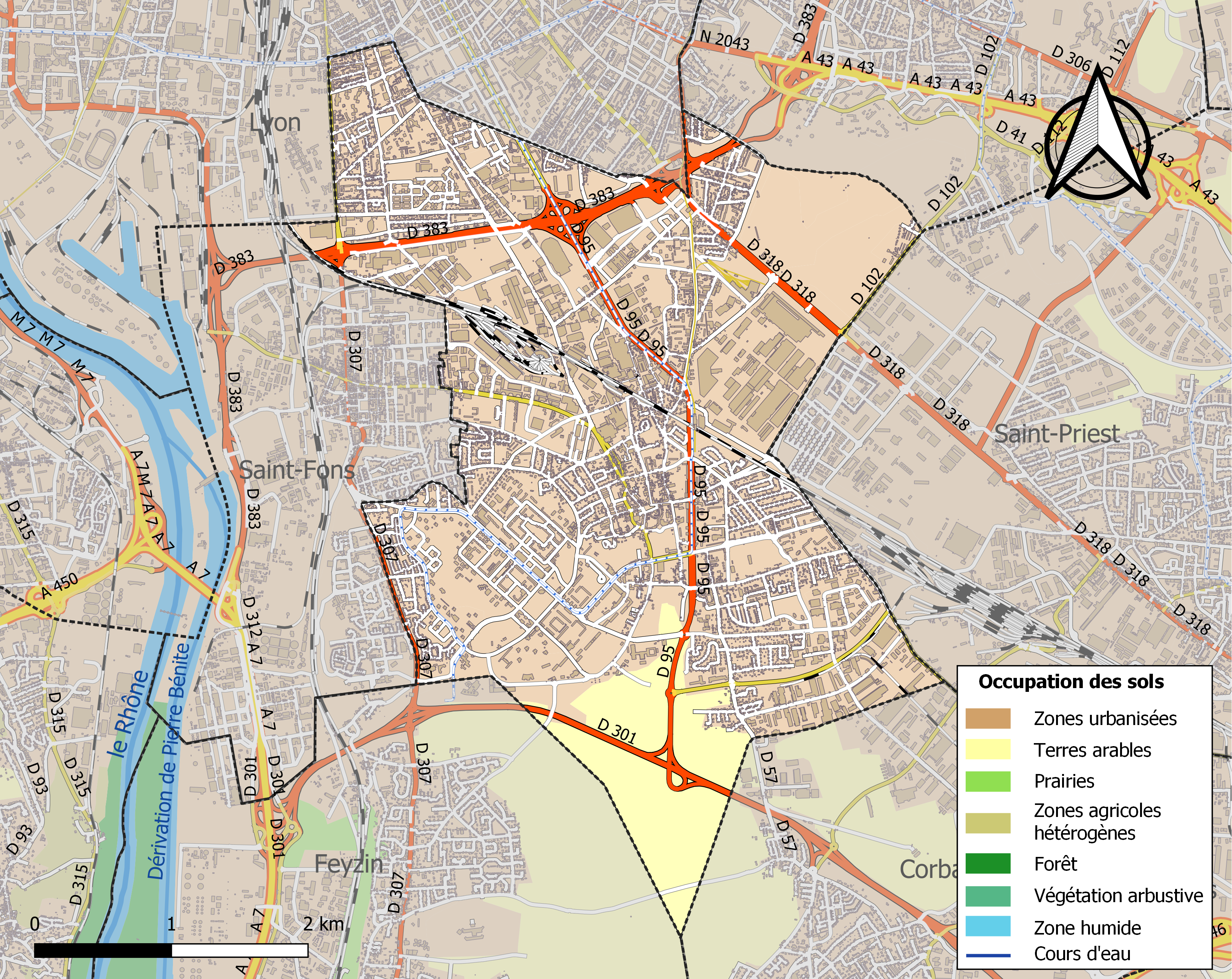
韦尼雪土地利用情况地图

韦尼雪是里昂近郊人口第二多的卫星城。截止2022年1月，韦尼雪市镇范围内共有各类用人单位（包含自雇）7,964家，平均历史为11年，其中98.11%为中小型企业（PME）。依维柯法国（客车生产）、（五金销售）及（易爆物品销售）是当地2020年营业额最高的三个企业，分别为1,652,083,912欧元、245,518,886欧元和176,972,347欧元。

## 财政与居民收入
2020年，韦尼雪的财政收入总额为105,816,000欧元，财政支出总额为90,721,900欧元，当年的债务总额为41,880,200欧元。2021年，韦尼雪共获得21,665,857欧元的国家财政补助，比上一年增加了2.28%。
2019年，韦尼雪的人均月收入总额为1,954欧元，其中高级职员为3,084欧元，低于法国平均水平（4,230欧元）；中级职员为2,227欧元，低于法国平均水平（2,411欧元）；普通职员为1,679欧元，亦低于法国平均水平（1,740欧元）。
2018年，韦尼雪境内的青壮年（15至64岁）失业率为23.8%，当地35.1%的家庭拥有纳税资格，平均纳税1,625欧元，低于法国平均水平（3,910欧元）。

## 社会事务

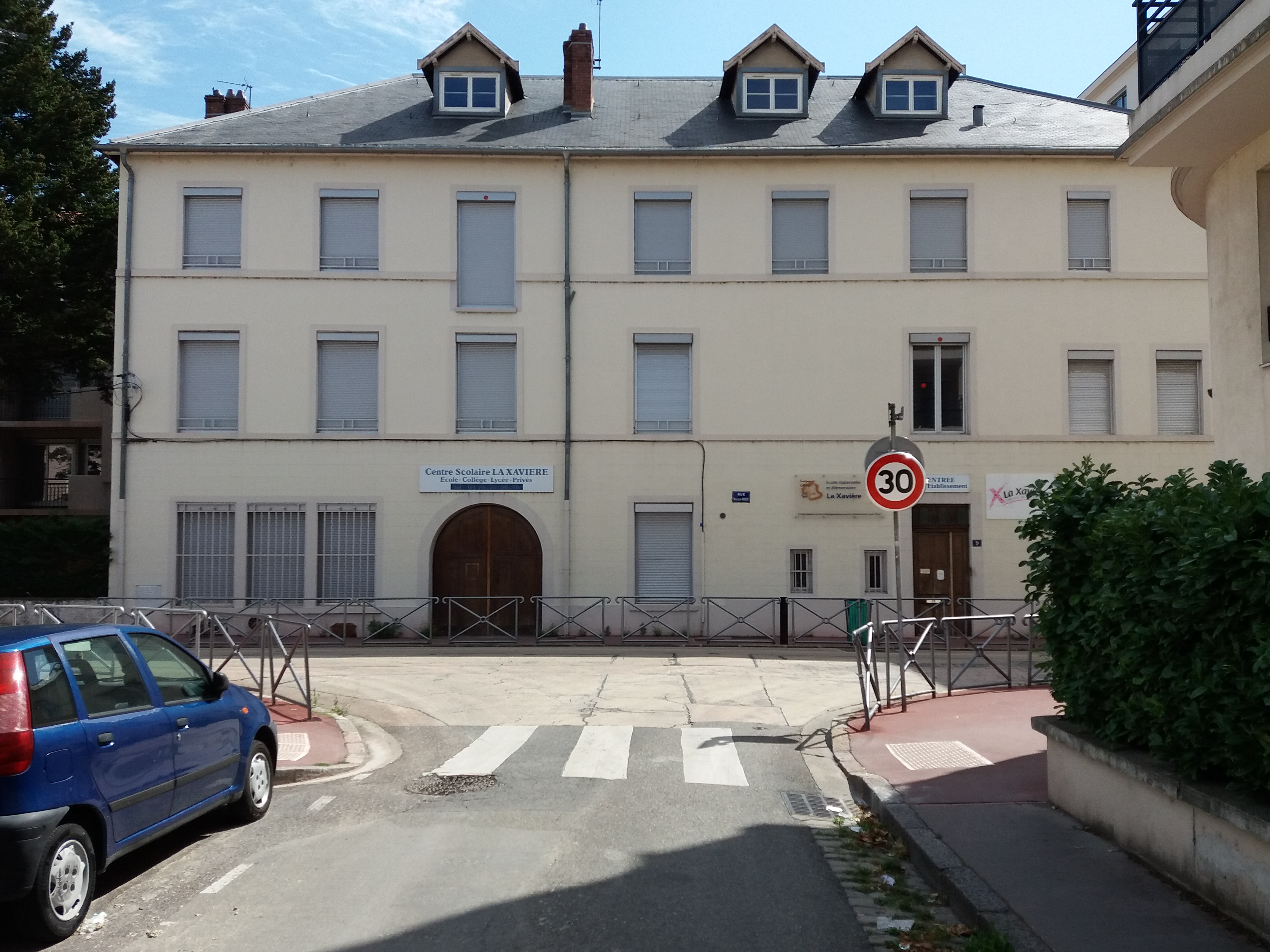
韦尼雪的一所学校

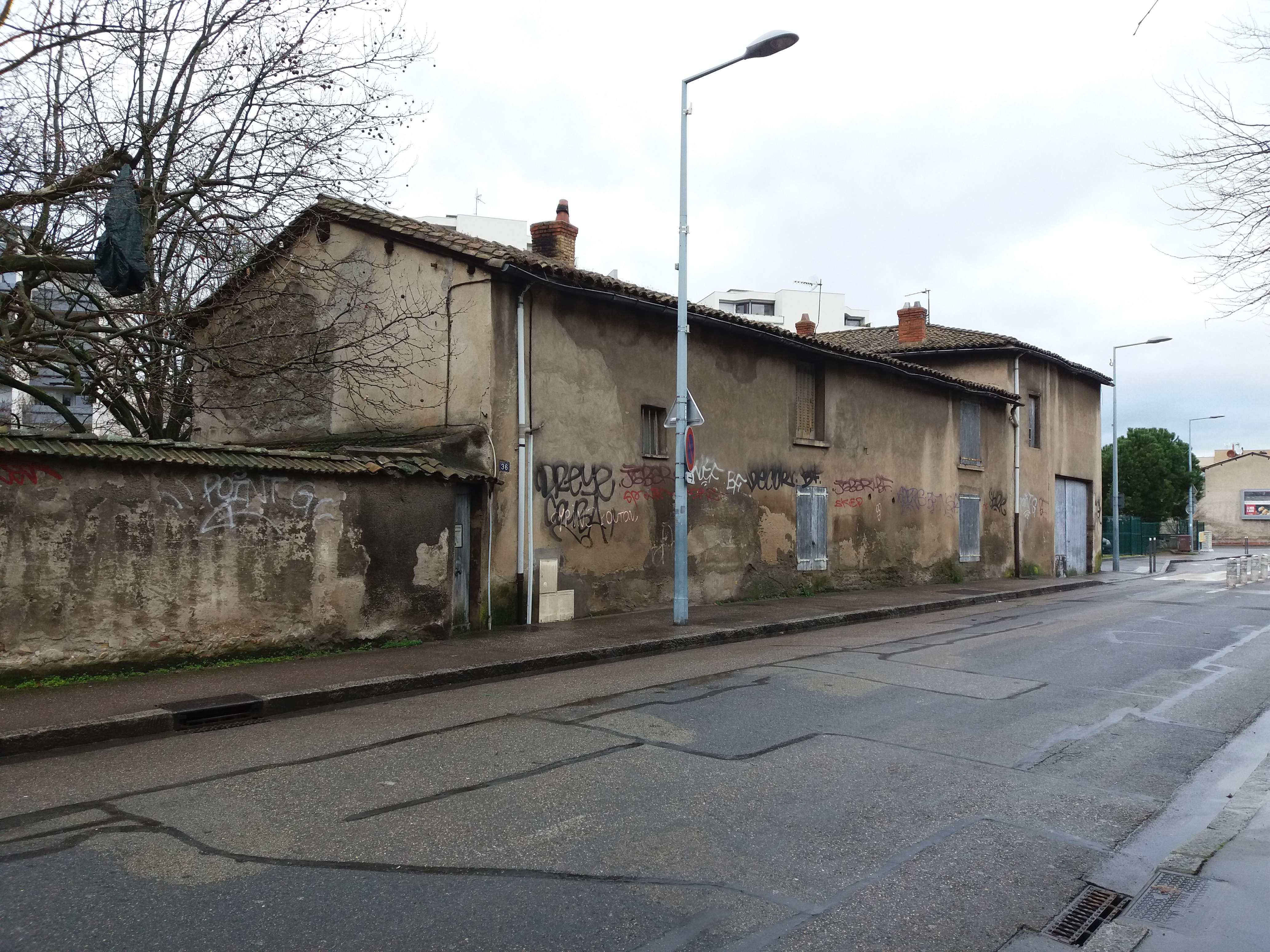
韦尼雪市中心的一处传统建筑

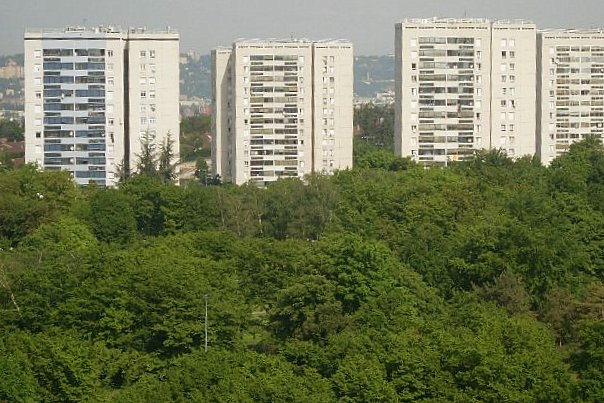
曼盖特街区的集中式居民公寓

### 教育
韦尼雪属于里昂学区。截止2020年1月1日，韦尼雪境内共有11所幼儿园、24所小学、7所初级中学、2所普通高中和2所职业高中。2018至2019学年度，韦尼雪境内共有在校中等教育阶段学生4,240名。

### 医疗
截止2020年1月1日，韦尼雪境内共有全科医生64名、保健师77名、牙医19名、护士89名、耳科医生3名、眼科医生4名、助产士3名、儿科医生4名和妇科医生10名。境内共有药房21家、养老院7家、残疾人帮扶中心7家。
韦尼雪是里昂人民慈善会的管辖范围，后者是法国的一个区域性医疗机构，其下属的爱德华·埃里奥医院位于里昂市区东南部，距离韦尼雪镇中心的正常车程约15分钟，该院设有床位1,160个，是当地规模最大的公立综合性医院。
南门医疗集团（Groupe Hospitalier Les Portes du Sud）创建于2007年，是里昂地区的一个非营利性的私立互助医疗机构，其主病区位于韦尼雪市区西部与费赞交界处。

### 住房
2018年，韦尼雪境内共有各类住房28,803套，其中14.3%为独立式居民区，84.5%为集中式居民区。常住房屋占韦尼雪市镇范围内居民建筑总量的92.5%。
在住房保障政策方面，2020年，韦尼雪境内共有11,481户家庭获得了住房经济补助，受益人数占总人口数量的17.1%，其中10,989份为房租补助。

### 商业
2019年，韦尼雪境内共有各类实体商铺1,516家，其中餐厅213家、大型超市8家、杂货店17家、面包房36家、肉铺28家、书店9家、装饰品店1家、银行门店11家、美容美发店54家、汽车维修店126家。市区北部的帕里伊（Parilly）为开放式商业街区，附近设有宜家、家乐福、Leroy Merlin等大型购物商场；市中心则建有一家卡西诺超市。

### 体育
2020年，韦尼雪境内共有2家游泳池、11间体育馆、2座综合体育场、14处网球场、6处足球或橄榄球场以及6处篮球或排球场。
截至2022年1月，韦尼雪境内共有5家注册足球俱乐部。韦尼雪足球俱乐部（编号582739）是当地的代表性足球队，成立于1969年，其主队2021至2022赛季参加奥弗涅-罗讷-阿尔卑斯大区足球联赛（法国第六级别），该队主场洛朗·热兰球场（Stade Laurent Gérin）位于市区东部。

### 环境
韦尼雪的环境事务由其所属的里昂大都会负责。2019年，韦尼雪境内共有15家污染企业。

### 治安
2019年，韦尼雪市镇范围内有1处派出所。
韦尼雪所在地是里昂警区的管辖范围。2020年，该警区辖区内共18个市镇累计发生各类案件85,351起，其中盗窃类案件52,159起，经济类案件9,497起，毒品交易类案件3,362起。

## 文化
2020年，韦尼雪境内共有2家剧场和1家电影院。韦尼雪市政府提供多媒体中心，每周二至六向公众开放。

### 建筑
韦尼雪境内有多处历史建筑，其中韦尼雪圣女贞德教堂和路易·巴斯德学校（Groupe scolaire Louis-Pasteur）是法国国家文物保护单位。

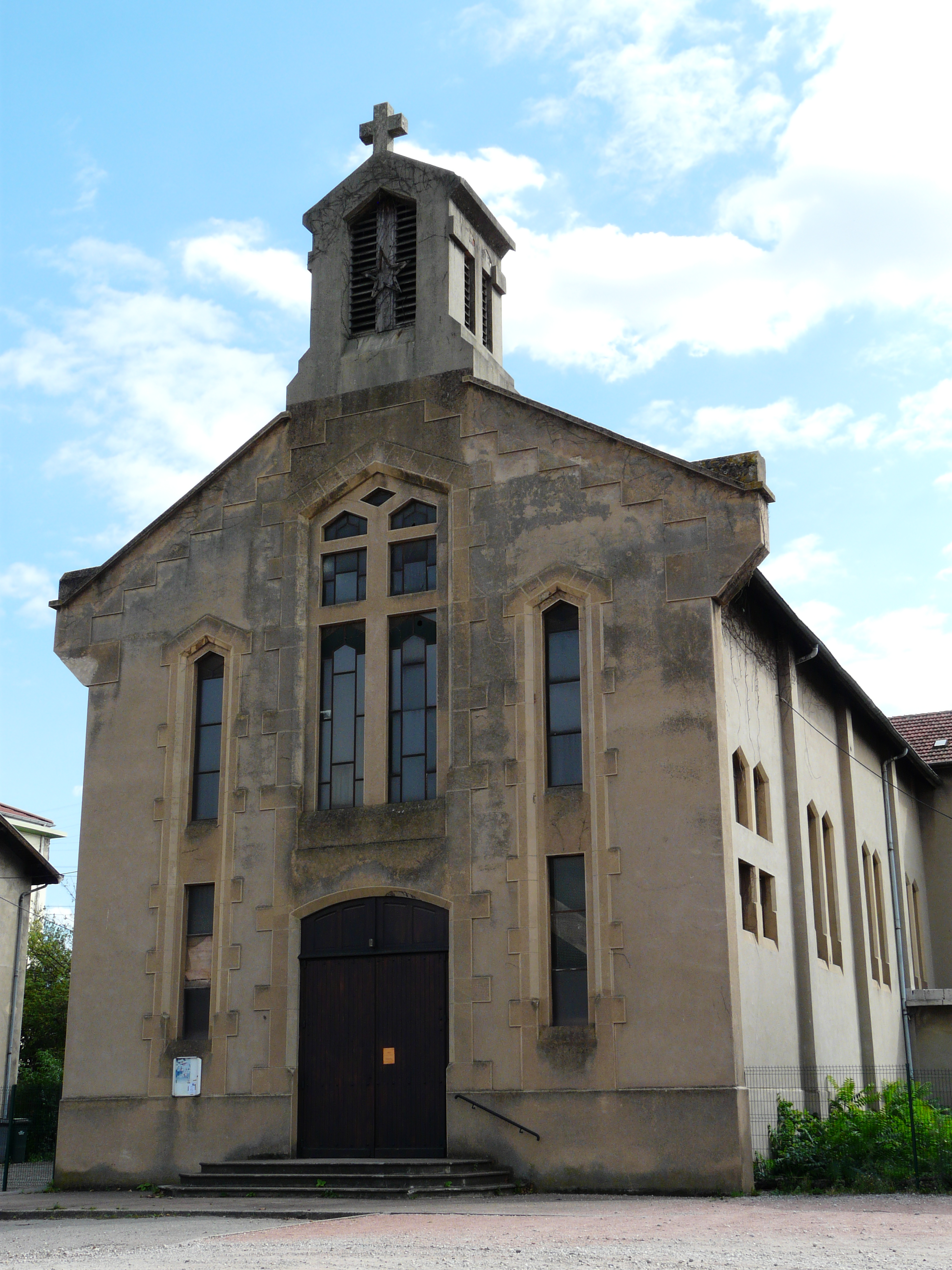
圣女贞德教堂（法语：Église Sainte-Jeanne-d'Arc de Vénissieux）
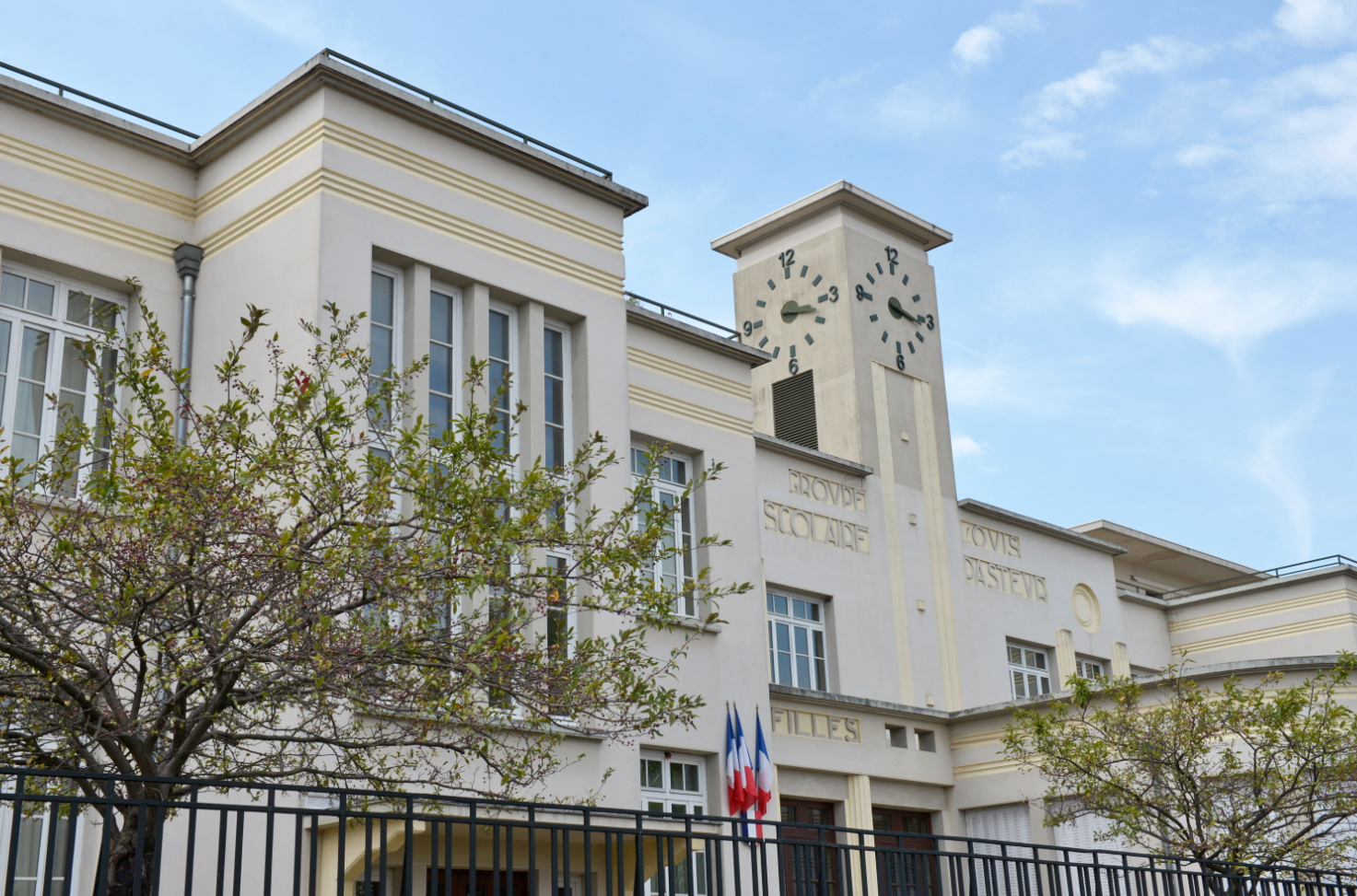
路易·巴斯德学校
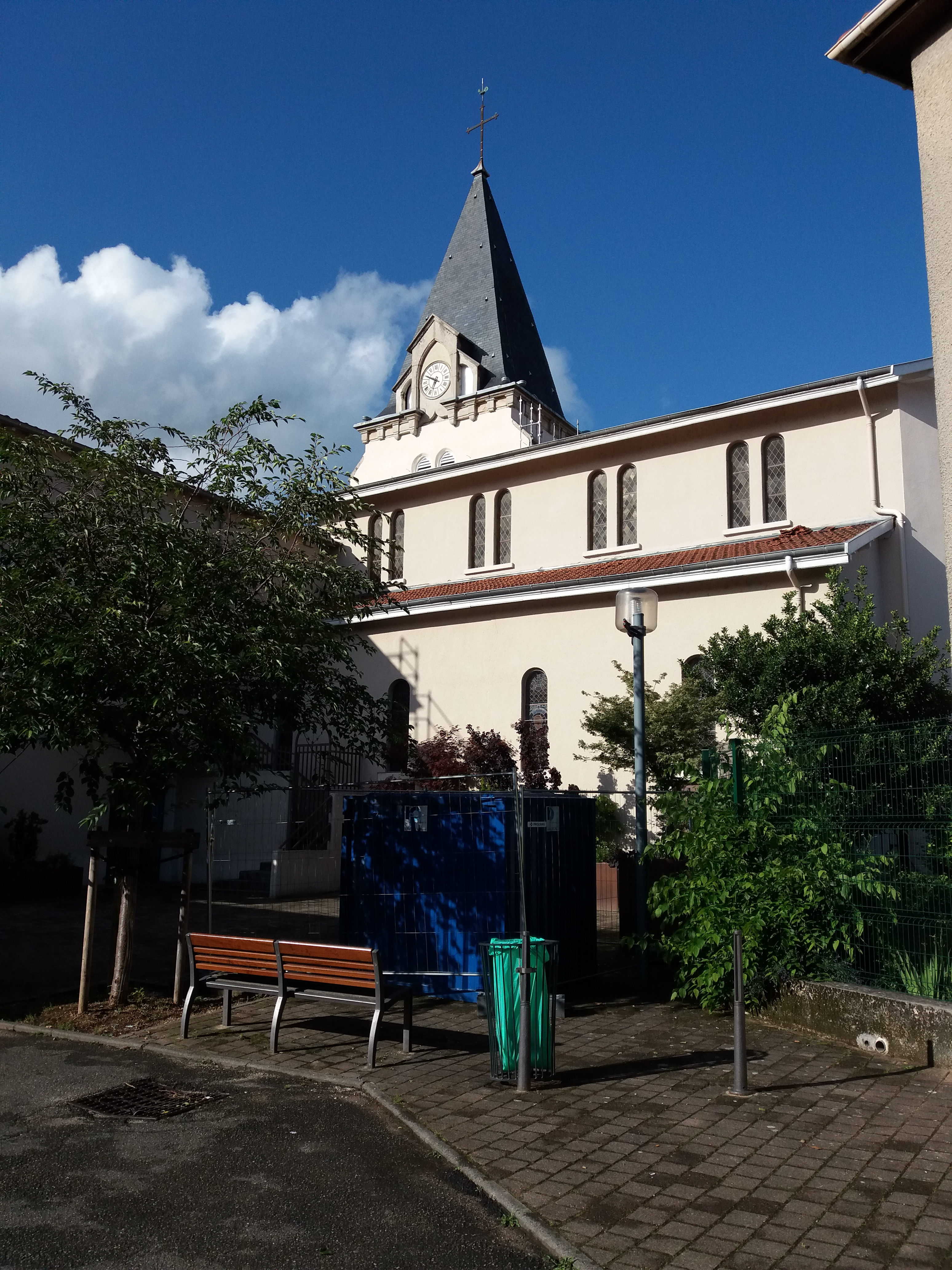
圣日耳曼教堂（法语：Église Saint-Germain de Vénissieux）
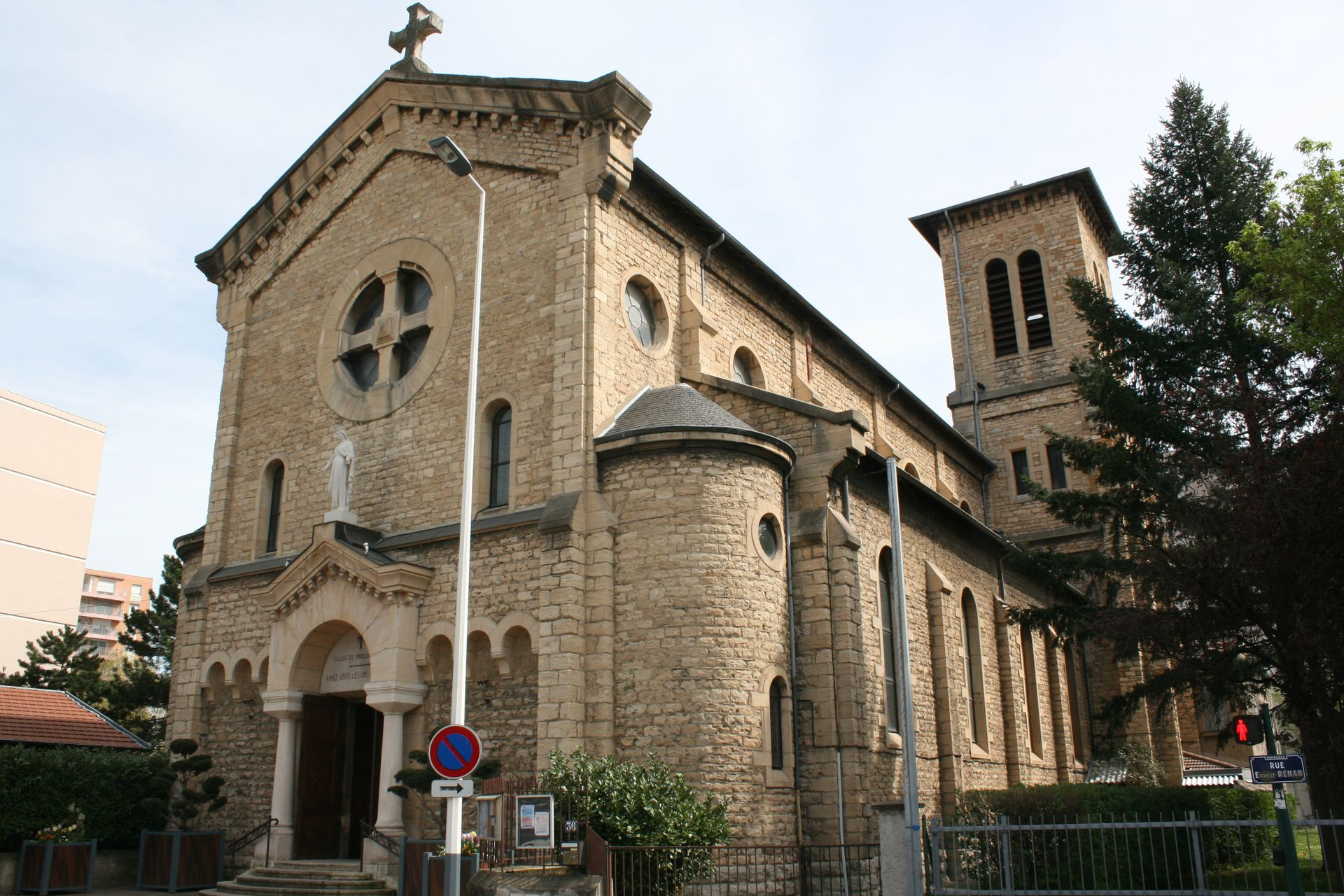
圣母无染原罪教堂（法语：Église de l'Immaculée-Conception de Vénissieux）
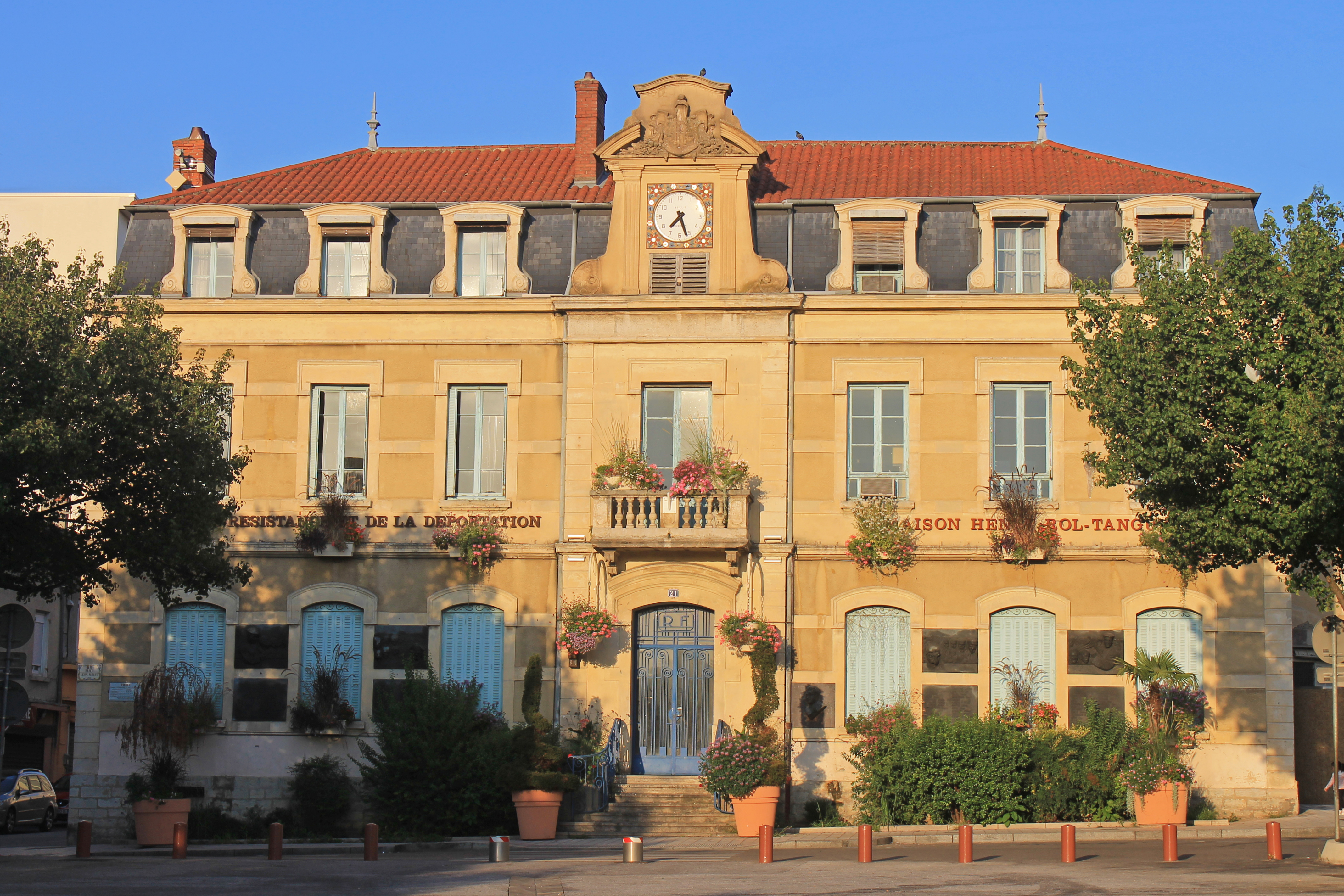
市政厅旧址
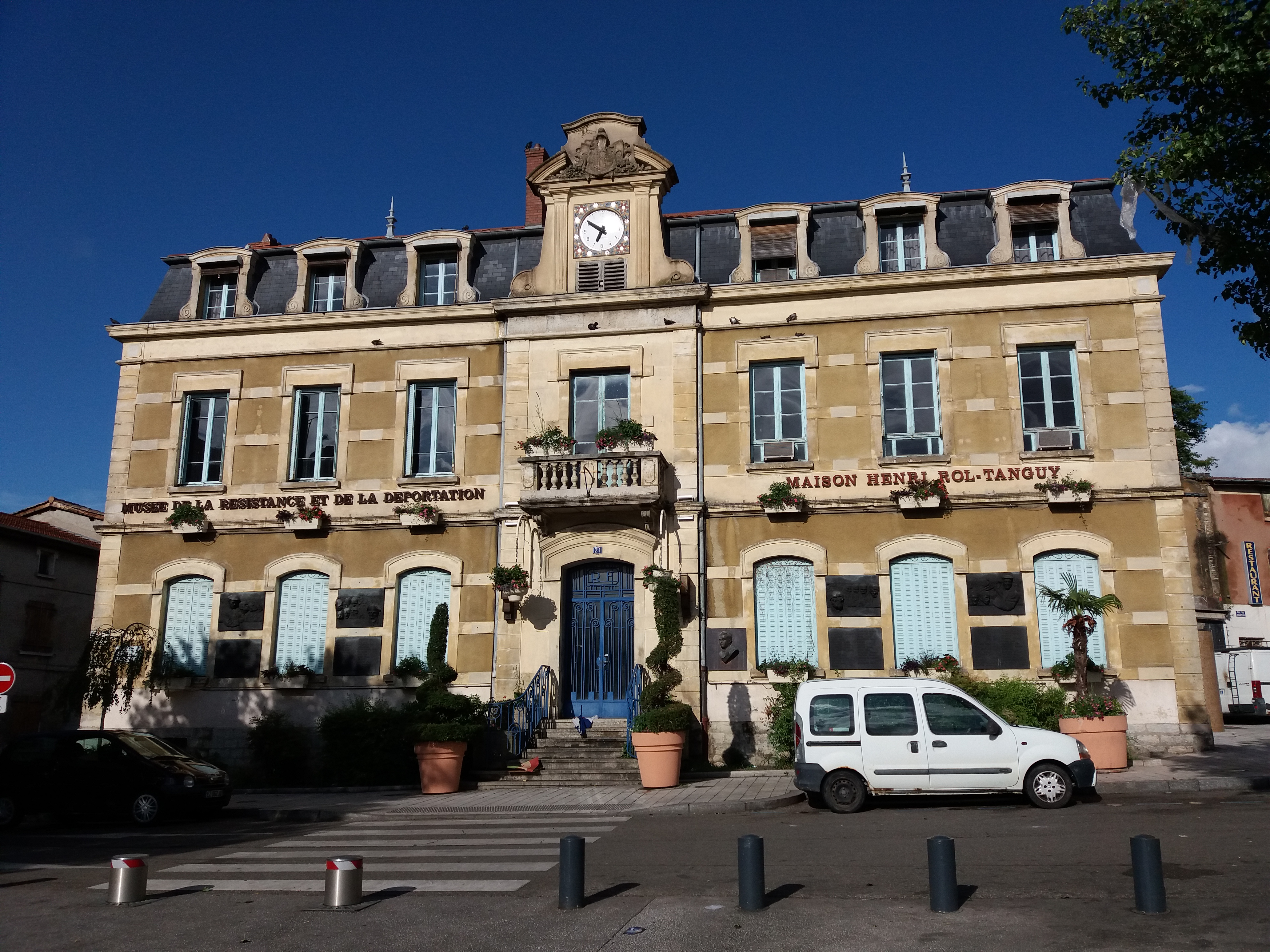
抵抗运动境内博物馆
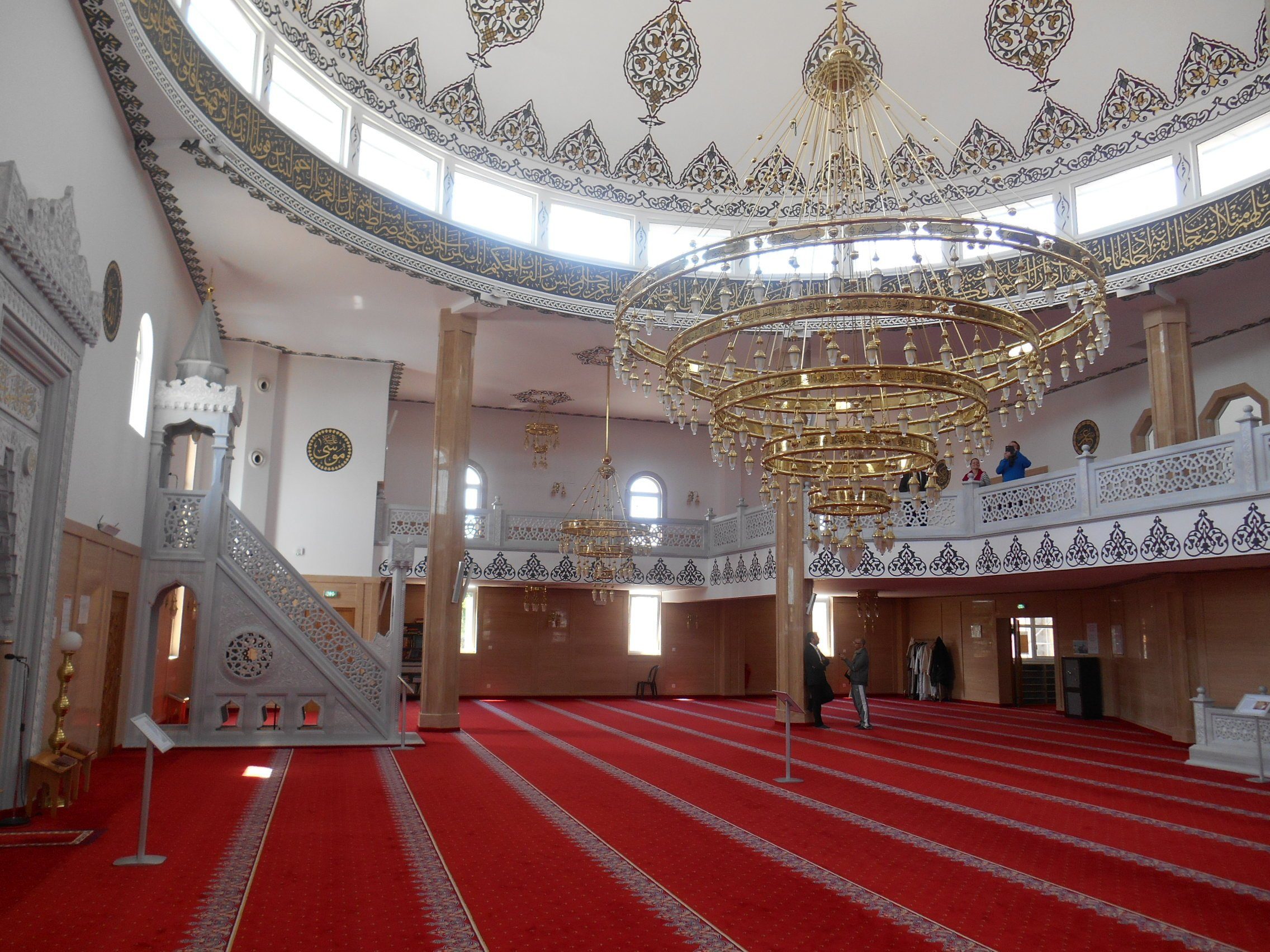
韦尼雪大清真寺

### 旅游
韦尼雪的旅游事务由其所属的里昂大都会负责。2021年，韦尼雪境内共有4家酒店共计372间房间。

### 媒体
法国主要的媒体均可在韦尼雪接收，法国电视三台下属的奥弗涅-罗讷-阿尔卑斯大区频道在部分时段播出韦尼雪所属区域的地方新闻。《进步报》、《里昂首府》杂志、里昂第一广播、Scoop广播、BFM电视台里昂频道等是当地主要的地方性媒体。

## 相关人物
法国短跑运动员艾蒂安·巴利、女演员弗洛朗丝·福雷斯蒂、足球运动员阿兰·卡韦利亚、约瑟夫-德西雷·若布和马克西姆·戈纳隆出生于韦尼雪。

## 友好城市
截至2022年1月，韦尼雪共与五座城市互为友好城市关系：
- 德国 奥沙茨
- 塞内加尔 若阿勒-法久特
- 西班牙 馬尼塞斯
- 捷克 新伊钦
- 白俄羅斯 若季諾